# 한국야구위원회
사단법인 한국야구위원회(社團法人韓國野球委員會, 영어: Korea Baseball Organization, KBO), 또는 KBO 사무국(KBO事務局, Office of the Commissioner, KBO)은 문화체육관광부 소관의 사단법인으로 KBO 리그를 총괄하는 기구이다. 야구를 통하여 대한민국 프로스포츠 발전에 기여하고 각종 국제 대회의 참가로 국제친선에 공헌할 목적으로 1981년 12월11일 창립 총회를 열고 출범하였다. 원년출범부터 한국야구위원회(韓國野球委員會)라는 명칭을 사용하였으나 2015년 브랜드 통합에 따라 명칭을 KBO로 변경하고 리그와 구분하기 위해 KBO 사무국이라는 명칭도 사용된다. 사무실은 서울특별시 강남구 강남대로 278에 있다.

## 연혁
- 1981년 12월 11일 창립[1][2]
- 1982년 3월 27일 서울 동대문야구장에서 삼성 라이온즈와 MBC 청룡의 개막전으로 리그 시작
- 2011년 1월 1일 기준으로 게임회사인 엔씨소프트에서 2012년에 2군 퓨처스리그 참가 및 2013년에 1군리그 참가를 목표로 통합 창원시에 제9구단을 창단하겠다고 선언했다.2011년 2월 8일자로 KBO로부터 창단승인을 받아 2013년 NC 다이노스라는 팀명으로 9번째 구단으로 프로리그에 참여하고 있다.
- 2013년 통신회사인 KT가 경기도 수원시에 제10구단 창단을 선언하고 KBO가 창단을 승인하여 팀명 kt 위즈로 정식창단하였다. 2014년까지 2군 리그 참가 후 2015년부터 1군 리그에 정식 참여하고 있다.
- 2020년 5월 5일에 개막한 2020년 KBO 리그는 미국 ESPN과 일본 SPOZONE를 통해 미국, 영국, 캐나다, 일본 지역에 생중계되었다.

## 조직
한국야구위원회는 총재를 정점으로 사무총장과 운영본부장이 관할하는 사무국, 마케팅 사업을 벌이는 자회사 KBOP, 심판위원회, 기록위원회, 기술위원회, 육성위원회로 이루어져 있다. 그리고 비상설 기구로 상벌위원회, 규칙위원회와 야구원로자문위원회(위원장 어우홍)를 두고 있다.

## 총재
KBO 총재는 KBO를 대표하고, 관리 통할하는 자리이다. 임기는 3년이며 "총재가 결정하는 지시, 재정, 재결, 제재는 최종 결정이며 위원회에 속하는 모든 단체와 개인에게 적용"될 정도로 막강한 권한을 지니고 있다.

### 역대 총재
| 이름   | 재임 기간                           | 비고                                                                |
| ------ | ----------------------------------- | ------------------------------------------------------------------- |
| 서종철 | 1981년 12월 11일 ~ 1988년 3월 27일  |                                                                     |
| 이웅희 | 1988년 3월 28일 ~ 1992년 5월 27일   | 문화방송 대표이사 사장 제26대 문화공보부 장관 제13·14·15대 국회의원 |
| 이상훈 | 1992년 5월 28일 ~ 1993년 9월 16일   |                                                                     |
| 오명   | 1993년 11월 26일 ~ 1993년 12월 21일 |                                                                     |
| 권영해 | 1994년 3월 21일 ~ 1994년 12월 23일  | 제30대 국방부 장관                                                  |
| 김기춘 | 1995년 2월 8일 ~ 1996년 6월 8일     | 15·16·17대 국회의원 제40대 법무장관 청와대 대통령비서실 비서실장    |
| 홍재형 | 1996년 7월 4일 ~ 1998년 5월 26일    | 16·17·18대 국회의원 18대 국회 후반기 부의장 제37대 재무장관         |
| 정대철 | 1998년 5월 27일 ~ 1998년 9월 15일   | 9·10·13·14·16대 국회의원                                            |
| 박용오 | 1998년 12월 8일 ~ 2005년 12월 11일  | 총재 대행 (1998년 9월 16일 ~ 1998년 11월 28일) 최장 임기(2561일)    |
| 신상우 | 2006년 1월 12일 ~ 2008년 12월 16일  | 8·9·10·11·13·14·15대 국회의원 초대 해양부 장관                      |
| 유영구 | 2008년 12월 17일 ~ 2011년 5월 2일   |                                                                     |
| 이용일 | 2011년 5월 17일 ~ 2011년 8월 21일   | 대행                                                                |
| 구본능 | 2011년 8월 22일 ~ 2017년 12월 31일  | 두번째 최장 임기(2324일)                                            |
| 정운찬 | 2018년 1월 1일 ~ 2020년 12월 31일   | 제23대 서울대학교 총장 제40대 국무총리                              |
| 정지택 | 2021년 1월 1일 ~ 2022년 2월 8일     | 제19,20대 한국기계산업진흥회 회장 동반성장위원회 위원               |
| 류대환 | 2022년 2월 8일 ~ 2022년 3월 25일    | 대행, 사무총장 겸임                                                 |
| 허구연 | 2022년 3월 25일 ~ 현재              | 최초의 야구인 출신 총재                                             |

## 역대 사무총장
| 이름   | 재임 기간                           | 비고 |
| ------ | ----------------------------------- | ---- |
| 이용일 | 1981년 12월 15일 ~ 1991년 2월 21일  |      |
| 안의현 | 1991년 2월 ~ 1995년 12월            |      |
| 박종환 | 1996년 1월 ~ 1998년 3월             |      |
| 최영언 | 1998년 10월 8일 ~ 1999년 12월 24일  |      |
| 최영언 | 1999년 12월 28일 ~ 2006년 4월 5일   |      |
| 하일성 | 2006년 5월 8일 ~ 2009년 3월 31일    |      |
| 이상일 | 2009년 4월 1일 ~ 2011년 12월 13일   |      |
| 양해영 | 2011년 12월 14일 ~ 2017년 12월 30일 |      |
| 장윤호 | 2018년 1월 30일 ~ 2019년 2월 7일    |      |
| 류대환 | 2019년 2월 8일 ~ 현재               |      |

## 주요 활동
- KBO 리그 관리, 통괄
- 페넌트레이스, 올스타전, 준플레이오프, 플레이오프, KBO 한국시리즈 주최
- 야구 경기 기록, 관련 자료의 수집과 조사 및 분석 연구
- 국제 야구 활동 교류 추진
- 아마추어 야구의 발전을 위한 제반 지원 활동
- TV 및 라디오 방송중계권 계약 활동
- 야구 기술의 개발 및 지도 보급
- 야구 관계자의 상벌 및 복지 사업
- 회원 간의 연락 및 친선
- 야구 박물관, 도서관 및 회관의 설치 운영
- 한국 프로 야구 연감 및 간행물 발간
- 한국야구위원회 재산/회계 관리
- 기타 목적 달성에 필요한 사업

## 같이 보기
- 한국프로야구선수협회
- KBO 리그
- KBO 퓨처스리그
- 대한민국 야구 국가대표팀
- 대한야구소프트볼협회